# Avenida Carlos Pacheco Perujo
La Avenida Carlos Pacheco Perujo (hasta 2016, Avenida Castiella) es una avenida del casco urbano del municipio de San Roque. El principal acceso al este y norte de la ciudad, su nombre homenajea al dibujante de cómics sanroqueño. Anteriormente llevaba el nombre de Fernando María Castiella, ministro de Asuntos Exteriores desde 1957 hasta 1969, siendo cambiado en cumplimiento de la Ley de Memoria Histórica.
Está situada en el acceso este de la ciudad desde la Autovía del Mediterráneo (salida 119), con su inicio en el Parque de Cuatro Vientos. En ella se encuentran la mayoría de edificios públicos de la ciudad:
- Cementerio San Miguel y tanatorio municipal, junto al Parque de Cuatro Vientos.
- Casa-cuartel de la Guardia Civil,[2] en el número 2.
- Centro de salud de la Consejería de Salud de la Junta de Andalucía,[3] en el número 4.
- Instituto de Educación Secundaria y Formación Profesional Carlos Castilla del Pino,[4] sin número, frente al centro de salud.
- Instituto de Educación Secundaria José Cadalso,[5] en el número 6.
- Colegio de Educación Infantil y Primaria Maestro Gabriel Arenas,[6] en el número 8.

En la acera izquierda de la avenida, frente al Colegio Gabriel Arenas, está el acceso a los bloques de Simón Susarte. En el extremo norte de esta vía, en su confluencia con la Avenida de Europa, empieza el barrio de La Torrecilla, el más nororiental del casco urbano. En ella están situados los principales restaurantes de San Roque Centro. El Camino Viejo de Gaucín lleva hacia la Fuente María España y el Pinar del Rey.